# غلامور
غلامور (بالإنجليزية: Glamour)‏ هي مجلة أمريكية تهتم بالموضة. صدر العدد الأول منها في 1939. تصدر المجلة كل شهر باللغة الإنجليزية. تباع منها 2,300,854 نسخة.

## وصلات خارجية
- الموقع الرسمي